# Hylaeus serotinellus
Hylaeus serotinellus là một loài Hymenoptera trong họ Colletidae. Loài này được Cockerell mô tả khoa học năm 1906.